# Eriba-Adad I
Eriba-Adad I fue rey de Asiria entre 1392 y 1366 a. C.
Hijo del rey Aššur-bel-nišešu, hermano de Aššur-rim-nišešu, y sucesor de su sobrino Aššur-nadin-aḫḫe II, tenemos pocas referencias históricas sobre su reinado. Probablemente fuese vasallo de Mittani. Sin embargo, este último reino se enzarzó en una batalla dinástica entre Tušratta y su hermano Artatama II y tras esto su hijo Šutarna II, autoproclamado rey de Hurri, buscó apoyos en sus vasallos asirios. Una facción pro-Hurrita/Asiria apareció en la corte real de Mitanni, lo que sería aprovechado por el sucesor de Eriba-Adad I, Aššur-uballit I.
| Predecesor: Assur-nadin-akhkhe II | Rey de Asiria 1392 a. C.-1366 a. C. | Sucesor: Ashur-uballit I |